# Єжи Самуель Бандтке
Бандтке Єжи Самуель (пол. Jerzy Samuel Bandtkie; 24 листопада 1768, Люблін — 11 червня 1835, Краків) — польський шляхтеський історик, історик мовознавства та друкарства, бібліотекар і одночасно — професор Ягеллонського університету, мовознавець, філолог, лексикограф, бібліограф і видавець.

## Життєпис
Його батько, Ян Самуель, походив з німецької сім'ї протестантів; мати, Анна Марія Ноацька, була родом з Любліна. Був найстаршим в багатодітній сім'ї.
Висланий до гімназії святої Ельжбети у Вроцлаві, прибув туди 15 березня 1779 і поселився в дядька Яна Георгія Бандтке, власника шевської майстерні.
В той час батько його збіднів і здавалось, що молодий Єжи муситиме зайнятись ремеслом. Але через умовляння професора С. Б. Давіда, який в хлопцеві відкрив великі здібності, дядько вирішив навчати його далі.
У 1787 р. склав іспит зрілості. Відправлений дядьком на навчання до університету в Халлі, провів там два роки, а ще рік в Єні, офіційно вивчаючи теологію, але більше віддаючись історії і філології.
Вчений ступінь доктора філософії отримав лише в Кракові (12.10.1811 р.). Повернувшись з Єни, був протягом ряд одного кварталу (у р. 1790) гувернером у будинку пастора Ньюрнбергера в Hermannsdorf під Вроцлавом, але ще того ж року перейшов в цьому самому статусі до дому графа Петра Ожаровського, де провів 8 років як вчитель його молодших синів.
У ті часи Бандтке жив у с. Бжоза (повіт Козеницький) і у Варшаві, а після смерті Ожаровського (1794) в Дрездені та Берліні, врешті протягом двох років в Петербурзі; тоді ж він налагодив відносини з князем Адамом Чарторийським, Тадеушем Чацьким і іншими польськими і російськими вченими.
У 1798 році отримав посаду заступника і вчителя польської мови в гімназії святої Ельжбети у Вроцлаві; там він дійшов до ступеня «сьомого товариша». Будучи одночасно присяжним тлумачем польської мови, брав участь в інспекції варшавських шкіл, проведеній за дорученням прусських властей Фрідріхом Гедицьким в перших роках XIX століття, за результатами чого представив властям службову записку (1803), яка сприяла пом'якшенню натиску германізації в школах на польських землях, захоплених Прусією, і покращенню ставлення прусського уряду до піарів і їх шкіл.
У 1804 р. (20 лютого) став ректором школи святого Духу на Новому Місті у Вроцлаві. З цією (від 1674 р.) було пов'язане бібліотекарство при костелі святого Бернардина.
Як вчитель середніх шкіл він був посередній (більше «викладав» ніж «навчав», чим користувалися лише здібніші учні) і прислужився шкільній справі рядом підручників; натомість в бібліотекарстві дав волю своїй працьовитості і ерудиції, тому за короткий час привів в порядок і каталогізував згадане книгосховище, при допомозі свого приятеля Chr. Fr. Paritiusa.
У першій половині 1810 р., користуючись подорожжю до рідного Любліна, на запрошення князя А. Чарторийського заїхав до Кракова і Пулав.
На пропозицію з боку варшавської Освітньої Комісії (18.05.1810 р.), зроблену за поданням А. Чарторийського, Бандтке відразу погодився зайняти в Кракові посади бібліотеря і професора бібліографії; однак справа протягнулася до наступного року, тому він прибув до Кракова лише в серпні 1811 р.
На зайнятій 4 вересня 1811 року посаді він залишився до кінця життя, хоча в грудні 1815 р. його намагались переманити до Вроцлава, в січні 1817 р. пропонували перехід до Варшавського Університету, а в червні 1818 р. до Віленського Університету (на кафедру загальної історії).
Його діяльність як бібліотекаря була дуже плідна, якщо зважити, що в 1811 р. всього лише половина книгосховища була розставлена і каталогізована, друга ж частина (проєзуїтські бібліотеки і т. д.) лежала в купах.
Бандтке не тільки привів в порядок і каталогізував цю другу половину (близько 15000 томів), але і більшість нових надходжень, число яких протягом його керівництва склала також кільканадцять тисяч томів, незважаючи на невеликі доходів бібліотеки; політику купівлі книг вів цілеспрямовано і з великим знанням книжного ринку. Вже в 1812 р. (13 липня) читальня була відкрита для публіки.
Як професор, крім лекцій з бібліографії (які були першим курсом цього предмета на польській мові), протягом кількох років (1817/8-1824/5) викладав слов'янське мовознавство, а раз нумізматику (1814/5); з 1813/4 р. по 1832/3 вів семінари з філологічного і історичного напрямків для обраних слухачів.
У (25 листопада) 1818 р. одружився зі своєю двоюрідною (зі сторони батька) сестрою Сюзанною Доротою Бандтке. В районі шістдесяти років почав втрачати здоров'я; 20 серпня 1833 піддався апоплексичному нападу. Не зважаючи на лікування, хвороба не відступала і він помер 11 червня 1835).

## Творчий доробок
Творчість Бандтке ділиться на три групи: історична, мовознавча і бібліографічна.
Історичні праці він розпочав з критичних монографій, які стосувались, зокрема, історії Сілезії в середні віки. Друкував їх в «Schlesische Provinzialbliitter» (з 1799 р.); деякі з них, скориговані і доповнені новими дослідженнями, зібрав під заголовком «Historisch-critische Analecten zur Erliiuterung der Oeschichte von des Ostens Europa» (Вроцлав, 1802). Окремо надрукував «Uber die grafliche Wurde in Schlesien» (Вроцлав, 1810).
У тому ж році вийшла його ілюстроване, в основному призначене для старшої молоді «Коротке зображення історії Польського Королівства» («Krótkie wyobrażenie dziejów Królestwa Polskiego») в двох томах, з яких перший сягає по 1386 р. і опирається передусім на Нарушевича. Переваги і неполадки цього підручника справедливо оцінив Йоахим Лелевель, подібно як і другого видання, яке вийшло під заголовком «Історія Польського Королівства» («Dzieje Królestwa Polskieg») (Вроцлав, 1820, два томи; перекладено і видано російською мовою в Петербурзі, 1830, два томи).
Мовознавством, зокрема слов'янським, займався Бандтке також дуже рано, доказом чого є численні філологічні зауваження, розкидані по історичних дослідженнях, в тому числі і тих, які увійшли до «Analecten». У тому ж друці ми знаходимо розділи: «Uber die neue Methode das russische nach deutscher Orthographie zu schreiben», а також: «Uber die polnische Sprache in Schlesien» (до цієї теми він повернувся пізніше у важливому дослідженні: «Відомості про польську мову в Сілезії і про польських сілезців» («Wiadomości o języku polskim w Śląsku i o polskich Ślązakach») (1821 р.).
У цьому періоді життя, будучи вчителем польської мови в німецькій гімназії, видав також кілька елементарних підручників для своїх учнів і в цілому для дітей, які вчались польською, саме: нове видання «Прислів'я» А. Фредро (Вроцлав, 1802, 1809), «Новий польський буквар» («Nowy elementarz polski») (Вроцлав, 1803, 1808, 1824) і нове видання «Orbis pictus» Коменського на латинській, польській, французькій і німецькій мовах (Вроцлав, 1805).
У сфері бібліографії (у широкому значенні цього слова) перш за все Бандтке цікавила історія друкарства і бібліотек. Перш ніж він став бібліотекарем у костелі святого Бернардина, працював в нагромадженні матеріалів до збірника, який вийшов під заголовком «Geschichte der Stadtbuchdruckerei in Breslau» (1804), відколи ж обійняв керівництво Ягелонською бібліотекою, цей напрям став головним у його науковій роботі .
Вже на урочистостях з приводу відкриття публічної читальні оголосив «De primis Cracoviae in arte typographica incunabulis» (1812), по якій побачили світ більші його роботи: «Історія краківських друкарень» («Historja drukarń krakowskich») (1815), «Історія бібліотеки Ягелонського університету» («Historja bibljoteki Uniwersytetu jagiellońskiego») (1821) і «Історія друкарень в Польському Королівстві та Великому Князівстві Литовському» («Historja drukarń w Królestwie Polskiem i W. Księstwie Litewskiem») (1826, три томи).
Окрім великих досліджень, надрукував близько 80 дрібних з історії, мовознавства, бібліографії, і навіть археології та фольклористики, в кільканадцяти журналах.
Тарас Шевченко під час роботи над поемою «Гайдамаки» серед інших книжних джерел користувався й «Історією Королівства Польського» Бандтке (польською мовою, том 2, Вроцлав, 1820), про що зазначено в його примітці до поеми.

## Твори
- Nowy elementarz polski z obrazkami [Архівовано 4 березня 2016 у Wayback Machine.] (1803)
- Słownik dokładny języka polskiego i niemieckiego do podoręcznego używania dla Polaków i Niemców Tom 1 [Архівовано 22 жовтня 2020 у Wayback Machine.] (1806) Tom 2 [Архівовано 22 жовтня 2020 у Wayback Machine.] (1806)
- Krótkie wyobrażenie dziejów Królestwa Polskiego Tom 1 [Архівовано 22 жовтня 2020 у Wayback Machine.] (1810) Tom 2 [Архівовано 22 жовтня 2020 у Wayback Machine.] (1810)
- Historya drukarń krakowskich od zaprowadzenia druków do tego Miasta do czasów naszych [Архівовано 19 квітня 2012 у Wayback Machine.] (1815)
- Nowy słownik kieszonkowy niemiecko-polsko-francuzki Tom 1, A — K [Архівовано 22 жовтня 2020 у Wayback Machine.] (1820) Tom 2, L — Z [Архівовано 22 жовтня 2020 у Wayback Machine.] (1820)
- Dzieje Królestwa Polskiego Tom 1 (1820) Tom 2[недоступне посилання з червня 2019] (1820)
- Historya Biblioteki Uniwersytetu Jagiellońskiego w Krakowie [Архівовано 22 жовтня 2020 у Wayback Machine.] (1821)
- Nowy słownik francuzko-polski, ułożony z naylepszych i naynowszych słowników [Архівовано 22 жовтня 2020 у Wayback Machine.] (1824)
- Historya drukarn w Krolestwie Polskiem i Wielkiem Xięstwie Litewskiem jako i w kraiach zagranicznych, w których polskie dzieła wychodziły Tom 1 [Архівовано 22 жовтня 2020 у Wayback Machine.] (1826) Tom 2 [Архівовано 22 жовтня 2020 у Wayback Machine.] (1826) Tom 3 [Архівовано 22 жовтня 2020 у Wayback Machine.] (1826)
- История государства Польского Том 1 (1830) Том 2 (1830)
- Dzieje narodu polskiego Tom 1 [Архівовано 30 серпня 2014 у Wayback Machine.] (1835) Tom 2 [Архівовано 30 серпня 2014 у Wayback Machine.] (1835)